# IC 2645
IC 2645 је спирална галаксија у сазвјежђу Лав која се налази на листи објеката дубоког неба у Индекс каталогу.
Деклинација објекта је + 11° 53' 12" а ректасцензија 11h 14m 30,8s. Привидна величина (магнитуда) објекта IC 2645 износи 14,9 а фотографска магнитуда 15,7. IC 2645 је још познат и под ознакама CGCG 67-39, PGC 34250.